# Матейкове
Мате́йкове — селище в Україні, у Северинівській сільській громаді Жмеринського району Вінницької області.

## Історія
За царським указом землевласники виділяли свої землі для будівництва залізниці. Біля Северинівки шлях пролягав землями поміщика Маріяна Соколовського, що землю віддав, але залишив за собою право назвати нову станцію. Як зазначає Р. Автанаці, Соколовський, бувши великим шанувальником творчості польського художника-баталіста Яна Матейка, назвав залізничну станцію його іменем.
12 червня 2020 року, розпорядженням Кабінету Міністрів України № 707-р «Про визначення адміністративних центрів та затвердження територій територіальних громад Вінницької області», селище увійшло до складу Северинівської сільської громади.
19 липня 2020 року, в результаті адміністративно-територіальної реформи та ліквідації Жмеринського району (1923-2020), селище увійшло до складу новоутвореного Жмеринського району.

## Залізнична станція
Станція Матейкове розташована на залізничній лінії Жмеринка — Могилів-Подільський, де курсують швидкі пасажирські поїзди та приміські дизель-поїзди.